# University College Dublin A.F.C.
University College Dublin A.F.C. ili kraće UCD (irs. Cumann Peile Coláiste na hOllscoile Áth Cliath) je profesionalni irski nogometni klub. Osnovan je 1895. godine u sklopu katoličke i medicinske škole, a 1979. godine ulaze u Irsku ligu. Najveći uspjeh kluba je bilo osvajanje FAI kupa 1984. godine. Domaće utakmice igraju na UCD Bowlu, stadionu u Dublinu.